# Matija Barl
Matija Barl [matíja bárl], slovenski igralec, prevajalec in producent, * 17. februar 1940 Ljubljana, †  3. avgust 2018, Marezige.
Barl, ki se je v Sloveniji proslavil z naslovno vlogo v filmu Kekec je na Akademiji za gledališče, radio, film in televizijo v Ljubljani študiral dramaturgijo. Od leta 1962 je živel v Nemčiji, kjer je delal kot samostojni producent, prevajalec in priložnostni igralec. Po osamosvojitvi Slovenije se je vrnil v rojstno državo. V zadnjih letih pred svojo smrtjo je živel v Marezigah pri Kopru.

## Celovečerni filmi
- Kekec, 1951
- Dobri stari pianino, 1958
- Schwarz und weiß wie Tage und Nächte, 1987
- Pod sinjim nebom, 1989
- Pozabljeni zaklad, 2002